# Archibaccharis corymbosa
Archibaccharis corymbosa là một loài thực vật có hoa trong họ Cúc. Loài này được (Donn.Sm.) S.F.Blake mô tả khoa học đầu tiên năm 1927.